# 小行星5553
小行星5553（5553 Chodas）是一颗绕太阳运转的小行星，为主小行星带小行星。该小行星于1984年2月6日发现。

## 轨道参数
小行星5553的轨道半长轴为2.7374966 UA，离心率为0.206。